# В-901 (мотовелосипед)
В-901 — мотовелосипед виробництва Харківського велосипедного заводу. Був першим мотовелосипедом (умовно мопедом) що серійно вироблявся в СРСР, початок виробництва — 1958 рік.

## Історія створення
У 1955 році в ЦКТБ Харківського велосипедного заводу був розроблений допоміжний бензиновий велодвигун Д-4, призначений для установки на дорожній чоловічий велосипед. Враховуючи досвід експлуатації велосипеда з двигуном Д-4, конструктори заводу розпочали роботи зі створення спеціального мотовелосипеда ХВЗ В-901. В процесі розробки його конструкції були враховані недоліки стандартного велосипеда, оснащеного велодвигуном.
Подібна легка мототехніка раніше в СРСР не вироблялась. Прототипом для В-901 став довоєнний німецький мотовелосипед з допоміжним двигуном Wanderer. Після Другої світової війни обладнання, документація заводів з виробництва мототехніки та велосипедів Wanderer Cheimniz, DKW і ряду інших були вивезені з Німеччини в СРСР, що стало поштовхом стрімкого розвитку виробництва нової мото-велотехніки.
Мотовелосипед В-901 став першим радянським «мопедом» (такого терміну тоді ще не існувало). Його виробництво на ХВЗ тривало з 1958 по 1961 рік, одночасно з більш досконалим мотовелосипедом моделі В-902, який випускався на Львівському велозаводі та протримався на конвеєрі до кінця 1962 року. В-901 був єдиним моторизованим велосипедом, що вироблявся на Харківському велосипедному заводі.

## Технічні особливості

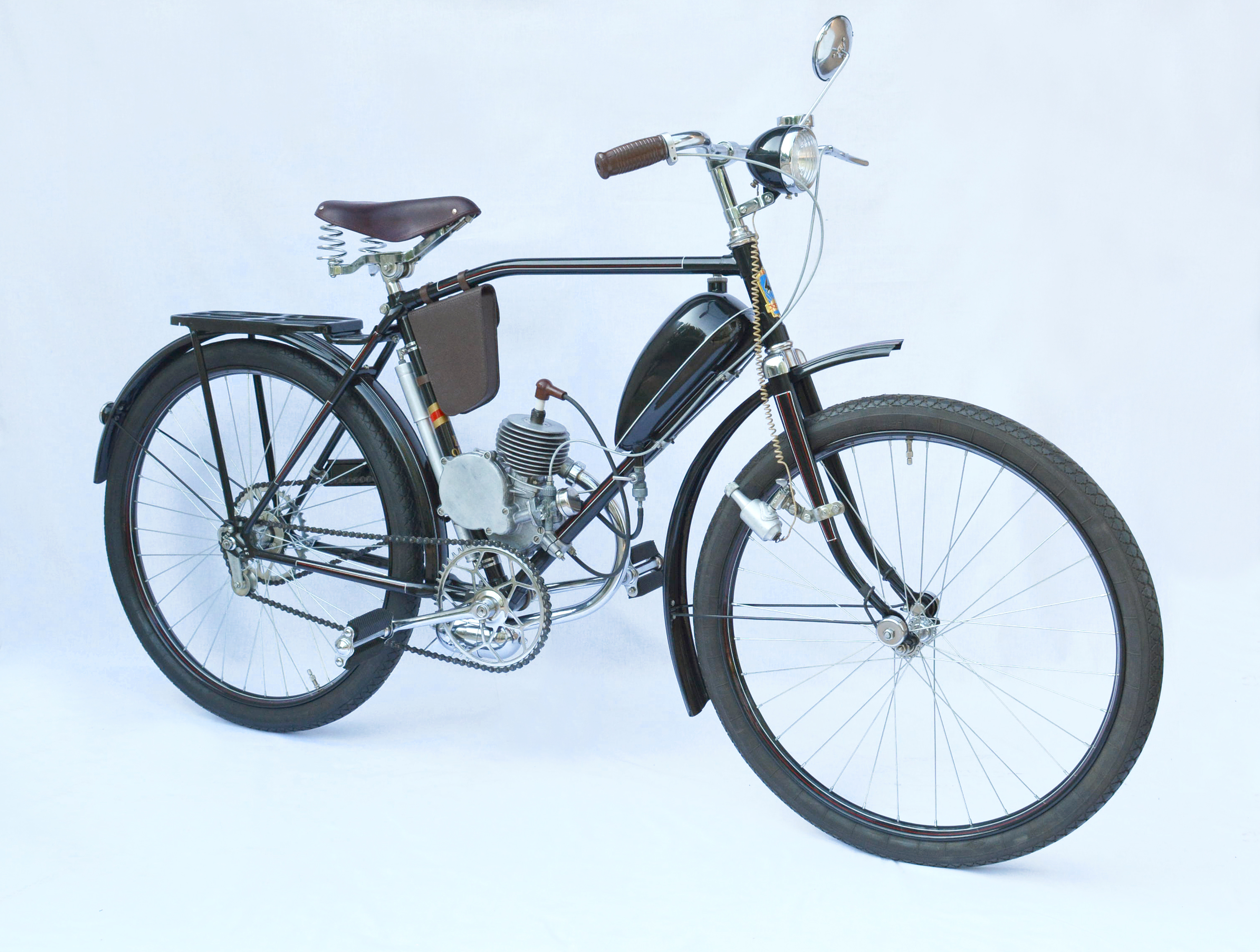

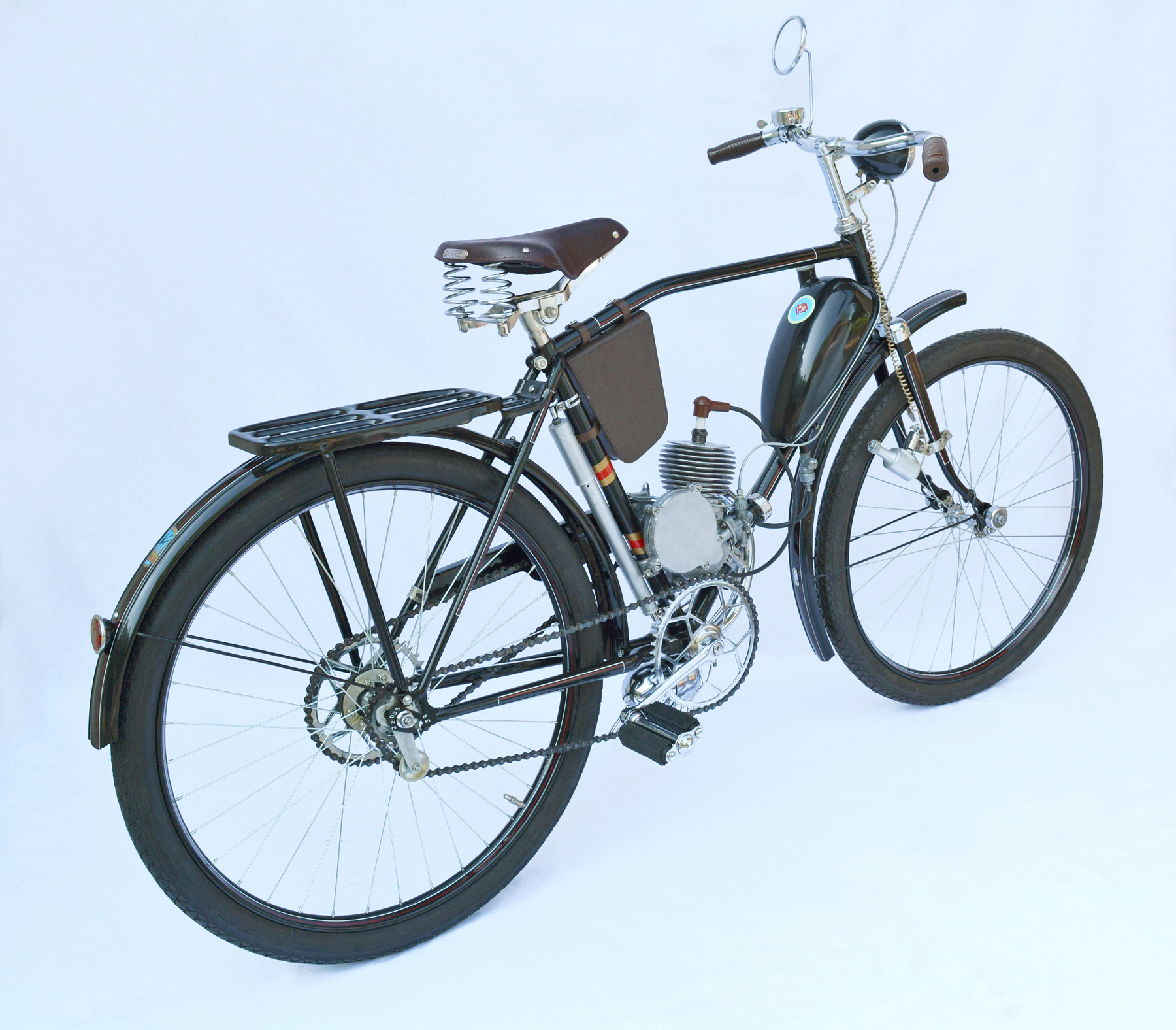
Мотовелосипед В-901, перша версія 1959 р.

Для мотовелосипеда була сконструйована занижена рама велосипедного типу з характерним вигином верхньої труби. На велосипедних колесах розміром 26 дюймів були встановлені збільшені покришки 26×2 (665×48 мм). Заднє колесо оснащувалось гальмівною втулкою типу «Torpedo».
Передня вилка — велосипедного типу, колесо встановлювалося на спеціальних амортизаторах з торсіонними пружинами. На рамі над кареткою педалей встановлювався бензиновий велосипедний двигун Д-4 потужністю 1 к.с. у стандартній комплектації. Ланцюг двигуна прикривався захисним щитком.
Для регулювання натягу ланцюга педалей на осі заднього колеса монтувався поворотний кронштейн з роликом.
Невеликий діаметр коліс і низьке сідло дали зручну посадку водія та стійкість на ходу. В-901 сягав швидкості по гарній дорозі до 35 км/год.
На моделях, що випускалися з 1960 року, встановлювали додаткове ручне кліщове гальмо заднього колеса та щиток ланцюга педалей.
На трубі керма встановлювалася велосипедна фара, а на передній вилці монтувалася стандартна велосипедна динамка. На задньому крилі встановлювався велосипедний круглий катафот зі скла рубінового кольору.
Всі мотовелосипеди фарбувалися в чорний колір. Рама, крила і колеса прикрашались ліновками (тонкі лінії, від нім. Linierung) червоного та жовтого кольорів (зустрічались також білі та червоні), на баку була заводська деколь велодвигуна Д-4. Обода коліс були фарбовані або хромовані. На задньому крилі наносилася кольорова деколь (емблема велозаводу). На рамі під трафарет (червона і бронзова фарба) наносились декоративні смужки і напис «В-901». На рульовій колонці заклепками кріпилася латунна штампована емблема велозаводу ХВЗ.
Технічна характеристика мотовелосипеда ХВЗ В–901:
- База велосипеда — 1128 мм
- Висота рами (відстань між центром каретки і верхньою частиною підсідельної труби) — 500 мм
- Втулка заднього колеса — гальмівна типу Torpedo
- Розмір шин — 559×48 (26×2)
- Двигун — Д-4, двотактний бензиновий, одношвидкісний, об'ємом 45 см³, 1 к.с.
- Витрата бензину — 1—1,2 літра на 100 км
- Місткість баку — 2,25 л
- Швидкість — до 35 км/год
- Вага велосипеда разом з двигуном — 27 кг